# 张冀
张冀（1976年—），湖南湘西人，中国大陆编剧、导演、制片人，中国电影家协会副主席。

## 生平
张冀1976年出生于湖南吉首。1994年，离乡到北京读大学。入行前曾担任公司文案及自由撰稿人。2005年，转行成为一名编剧。2013年，担任编剧的剧情片《中国合伙人》上映后，在中国内地电影编剧界一举成名，并获得了多个编剧大奖。其后，又与陈可辛导演合作了《亲爱的》《一点就到家》《夺冠》等多部电影。2022年，执导个人首部电影《长沙夜生活》。2024年，当选中国电影家协会副主席。

## 主要作品

### 编剧

#### 电影
- 《中国合伙人》
- 《亲爱的》
- 《有一天》
- 《少年班》
- 《一出好戏》
- 《我和我的祖国》之《相遇》
- 《一点就到家》
- 《夺冠》
- 《长沙夜生活》
- 《三大队》
- 《独自·上场》

#### 电视剧
- 《你是我的梦》
- 《刑名师爷》
- 《苏东坡》
- 《王者清风》

### 导演
- 《长沙夜生活》